# Stêphanô Trần Ngọc Hoàng
Stêphanô Trần Ngọc Hoàng (1928-2008) là một tu sĩ Công giáo người Việt. Ông là Viện phụ tiên khởi của Hội Dòng Xitô Việt Nam, bề trên của Đan viện Dòng Xi-tô Châu Sơn (Đơn Dương).

## Thân thế vào đạo nghiệp
Ông sinh ngày 10 tháng 12 năm 1928 tại Giáo xứ Quần Cống (nay thuộc Giáo xứ Thánh Mẫu), Giáo phận Bùi Chu, thuộc xã Thọ Nghiệp (Xuân Trường, Nam Định). Năm 14 tuổi, ông được gửi sang Thái Bình để học, trở thành người chú giúp lễ cho Linh mục Batholomeo Nguyễn Quang Ân, cũng chính là cậu ruột của ông.
Ngày 16 tháng 7 năm 1947, ông gia nhập Đan viện Châu Sơn (Nho Quan, Ninh Bình) và được khấn Dòng vào ngày 20 tháng 3 năm 1950. Sau đó, ông được gửi về Phát Diệm để học Triết học và Thần học.
Năm 1952, Bền trên của Đan viện Châu Sơn Nho Quan đã quyết định di cư vào Nam. Ông cùng một số tu sĩ khác thuộc phái đoàn đầu tiên dưới sự dẫn dắt của Linh mục Berchman Nguyễn Văn Thảo. Tuy nhiên, sau khi vào Nam không lâu, ông tuyển cử sang châu Âu, đến Đan viện Hauterive (Thụy Sĩ để tu học Thần học tại Đại học Freiburg.
Cuối tháng 6 năm 1957, ông tốt nghiệp Cử nhân Thần học. Ngày 24 tháng 8 cùng năm, ông được thụ phong chức Linh mục tại Thụy Sĩ. Tuy ý nguyện của ông định tiếp tục con đường học vấn để lấy bằng Thạc sĩ và Tiến sĩ Thần học, nhưng do nhu cầu nhân sự, nên ông được triệu hồi về nước, nhận trách nhiệm tại Đan viện Châu Sơn Đơn Dương. Ngày 12 tháng 10 năm 1961, ông được bầu làm Viện trưởng Đan viện Châu Sơn – Đơn Dương – Lâm Đồng.
Ngày 13 tháng 11 năm 1963, chiếu theo lời đề nghị của Tổng phụ Dòng cùng với ý kiến của Đại hội Toàn Dòng Xi-tô thế giới, Tòa Thánh Vatican đã quyết định nâng ba Đan viện: Phước Sơn, Châu Sơn (Đơn Dương) và Phước Lý lên hàng Đan phụ viện. Ngày 2 tháng 3 năm 1964, Tổng phụ Dòng Xi-tô Sighard Kleiner đã đến Châu Sơn Đơn Dương chủ tọa Công nghị Đan sĩ để bầu chọn Viện phụ tiên khởi cho Đan viện. Công nghị Đan sĩ đã bầu Đan viện trưởng Stêphanô Trần Ngọc Hoàng làm Viện phụ tiên khởi của Đan viện. Ông chọn cho mình khẩu hiệu "Amator Regulae et Fratrum" (Yêu Thánh luật và anh em)... Ngày 19 tháng 3 năm 1964, lễ chúc phong Đan viện phụ tiên khởi của Hội Dòng Xitô Việt Nam được tổ chức tại Vương cung thánh đường Đức Bà Sài Gòn, do Khâm sứ Sighard Kleiner chủ sự.
Ngày 2 tháng 3 năm 1974, ông xin từ chức Viện phụ. Người kế vị ông là Viện phụ Lê-ô Vũ Đức Chính chỉ giữ nhiệm trong 2 năm thì bị chính quyền Việt Nam đưa đi cải tạo. Ông trở lại làm lãnh đạo Đan viện với tư cách Bề trên dự khuyết. Ngày 25 tháng 3 năm 1984, ông tái đắc cử Viện phụ và giữ nhiệm cho đến tháng 12 năm 1993 thì từ chức lần thứ 2. Mặc dù vậy, ông vẫn được giữ nhiệm Viện phó cho đến khi qua đời.
Ngày 10 tháng 5 năm 2008, ông qua đời, hưởng thọ 80 tuổi với 58 năm khấn dòng.